# Universidade de Lausanne
A Universidade de Lausanne ou Lausana (UNIL) é uma instituição de ensino superior localizada em Lausana, na Suíça foi fundada em 1537 como uma escola de Teologia. É composta de sete faculdades e reúne cerca de 11 500 estudantes e 2300 investigadores. A troca entre estudantes e professores, assim como a interdisciplinidade são particularmente favorecidas. A Universidade está situada em três localizações diferentes: o sítio de Dorigny em conjunto com o EPFL, o de Epalinges e o de Bugnon
Desde 2005 a universidade juntou-se ao espaço europeu de ensino superior passando todas as faculdades ao Processo de Bolonha, onde oferece assim o grau de licença, Licenciado (chamado Bachelor na Suíça) o grau de mestre, Mestrado (Master) e o grau de doutor, Doutorado (Doctorat).
A UNIL propõe 15 cursos de bacharelado e 29 de master, dos quais 10 são em conjunto com outra universidades, e conta com 130 unidades de ensino e pesquisa. Nas instituições, laboratórios e biblioteca são 2000 investigadores dos quais 500 são professores que trabalham em projectos de âmbito nacional ou internacional.

## Faculdades

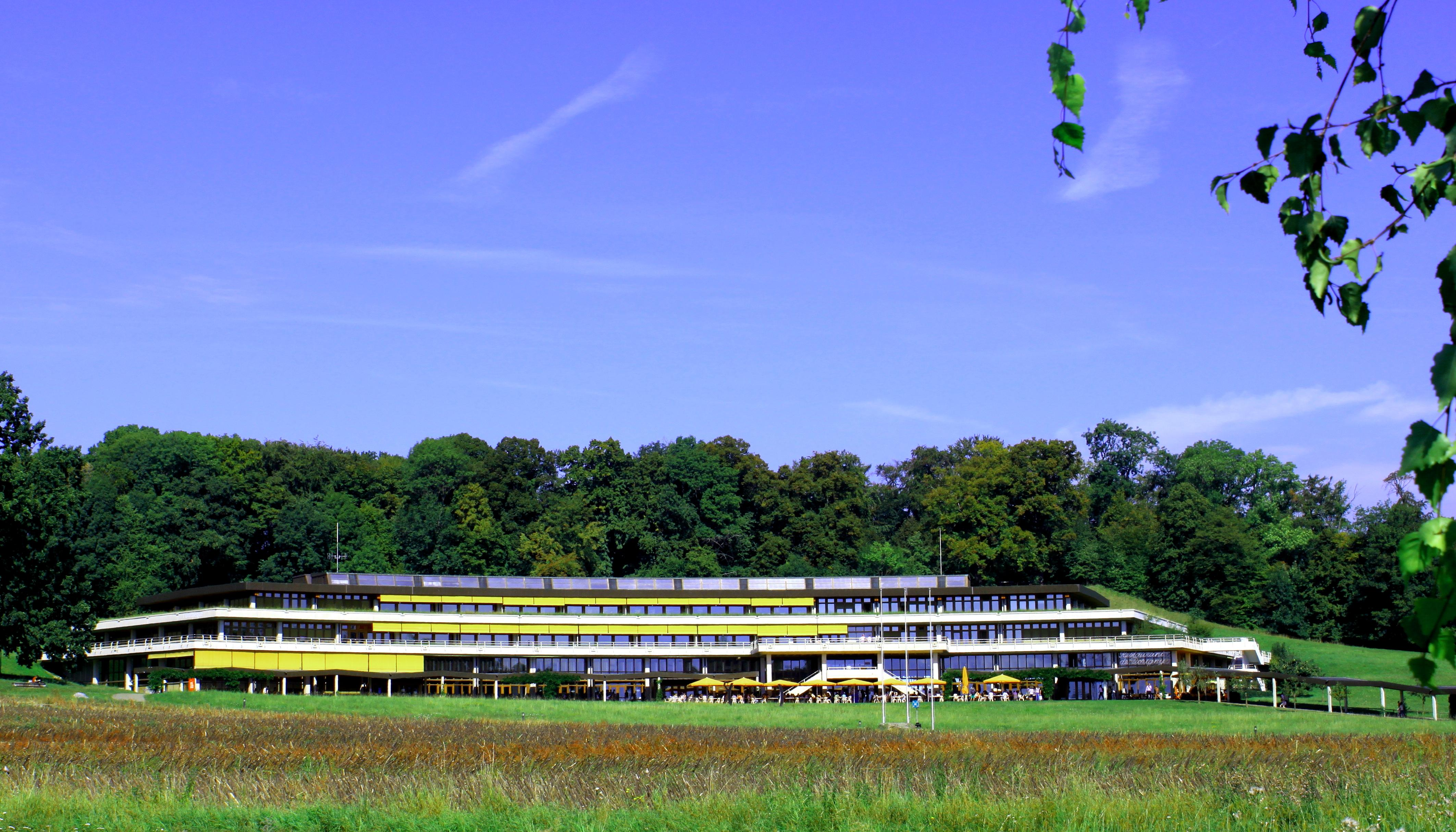

A UNIL é composta pelas seguintes faculdades (Fac.), escolas (Esc.) : Fac. Teologia e ciência das religiões, Fac. Direito e Ciências Criminais, Esc. das Ciências Criminais (ESC), Fac. Letras, Esc. de Francês, Língua Estrangeira (EFLE), Curso de Férias (CVAC), Fac. Ciências Sociais e Políticas (SSP), Fac. de Altos Estudos Comerciais (HEC), Fac. das Geóciências e do Meio-Ambiente (GSE), Fac. de Biologia e de Medicina (FBM) e Secção de Farmácia.

## História
De uma longa história começada em 1537 pode salientar-se:
- 1537- a Schola Lausannensis fundada pelas Senhores de Berna depois da sua conquista sobre o País de Vaud, tinha seis classes e uma cadeira de Teologia com a finalidade de formar de pastores.
- 1708- é aberta uma cadeira de Direito e outra de História
- 1869- a Escola Especial de Lausana, futura Escola de Engenheiros fundada em 1853, é incorporada à Academia como Faculdade Técnica.
- 1911- Criada a Faculdade de Altos Estudos Comerciais
- 1937- A Universidade de Lausana festeja o 400º aniversário
- 1946- a Escola de Engenheiros da Universidade de Lausana é renomeada Escola Politécnica da Universidade de Lausana (EPUL)
- 1969- A EPUL separa-se do resto da universidade para se tornar um instituto federal, a Escola Politécnica Federal de Lausana a (EPFL) juntando-se ao Instituto Federal de Tecnologia de Zurique a (ETHZ)
- No princípio do século XXI a "Escola de Farmácia" foi transferida para a Universidade de Genebra (UNIGE) enquanto que a de Química, as Matemáticas e a Física passarem para a EPFL.

## Partenariado
O Instituto Universitário de Formação e de Pesquisa de Cuidados de Saúde (IUFRS) nasceu de uma parceria entre a Universidade de Lausana (UNIL), a Universidade de Genebra (UNGE), os dois hospitais da romandia, o Centro hospitalar universitário Vaudois (CHUV) e os Hospitais universitários de Genebra (HUG), a [[Alta Escola Especializada da Suíça Ocidental (HES-SO), a Fundação "La Source" e a "Associação Suíça das Enfermeiras-enfermeiros (ASI), coma finalidade de fornecerem uma formação superior em ciências da enfermagem - mestrado e doutoramento (PhD)..
Em 2003, duas novas faculdades nascem da vontade de se centrar sobre o homem e o vivo: a Faculdade de Biologia e de Medicina (FBM) e a Faculdade das Géociências e do Meio-Ambiente.

## Classificação
O Top 100 business school research ranking da Universidade do Texas em Dallas USA classificou a Faculdade de Altos Estudos Comerciais de Lausana entre as melhores Business Schools da europa : Suiça; 1, Europa; 8, Mundo; 102 (valores para 2008). Segundo a Classificação académica das universidades no mundo (em Inglês, "Academic Ranking of World Universities") - classificação criada pela universidade de Jiao Tong de Shanghai, também em 2008, classificava-a : Suiça; 7, Europa; 80, Mundo; 201-302 (valores também de 2008)

## Prémios Nobel
Cinco laureados deste prestigioso prémio podem ser relacionados com a UNIL:
- Hans Fischer, Prémio Nobel de Química en 1930
- Corneille Jean François Heymans, Prémio Nobel Medicina em 1938
- Walter Rudolf Hess, Prémio Nobel de Medicina em 1949
- Rolf M. Zinkernagel, Prémio Nobel de Medicina  conjuntamente com Peter C. Doherty en 1996
- Ahmed H. Zewail, Prémio Nobel de Química em 1999

## UniPoly
UniPoly é uma associação conjunta da UNI(L) e da Poly(technique), a EPFL. Com mais de 50 estudantes é activa na sensibilização ao desenvolvimento durável na romandia